# Płomień Braterstwa

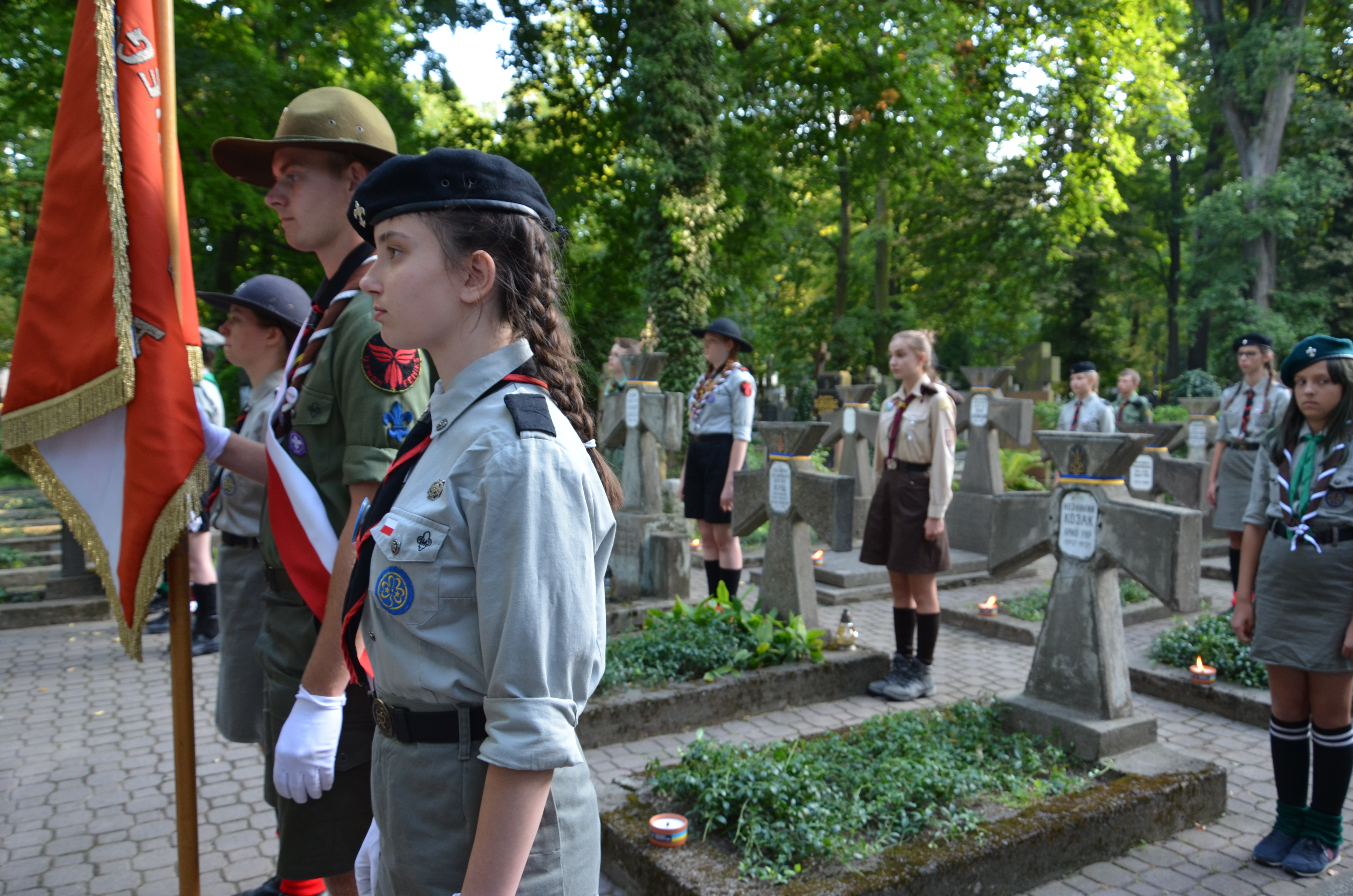
Harcerze przy nagrobkach oficerów i Kozaków Armii Ukraińskiej Republiki Ludowej na cmentarzu prawosławnym w Warszawie

Płomień Braterstwa – inicjatywa społeczna upamiętniająca wspólną walkę żołnierzy polskich i ukraińskich w wojnie z bolszewikami poprzez wspólne obchody w miejscach pochówku żołnierzy. Akcja jest wspólnym przedsięwzięciem Programowego Ruchu Odkrywców ZHP oraz organizacji Płast. W 2019 akcja zorganizowana została w ponad 30 miejscach na terenie Polski. Celem akcji, oprócz upamiętnienia wydarzeń z roku 1920, jest także przypominanie o nich jako o historycznym przykładzie współpracy pomiędzy Polakami a Ukraińcami.